# Момбароччо
Момбароччо (итал. Mombaroccio) — коммуна в Италии, располагается в регионе Марке, в провинции Пезаро-э-Урбино.
Население составляет 2138 человек (2008 г.), плотность населения составляет 76 чел./км². Занимает площадь 28 км². Почтовый индекс — 61024. Телефонный код — 0721.
Покровителями коммуны почитаются святой Вит, празднование 15 июня, а также святой Модест.

## Демография
Динамика населения: